# Neuroth (Nümbrecht)
Neuroth ist ein Ortsteil von Nümbrecht im Oberbergischen Kreis im südlichen Nordrhein-Westfalen innerhalb des Regierungsbezirks Köln.

## Lage und Beschreibung
Der Ort liegt rund 3 km nordöstlich von Ruppichteroth an der B 478 zwischen Benroth im Nordosten und Schönhausen im Westen. Der Ort liegt in Luftlinie rund 5,45 km südlich vom Ortszentrum von Nümbrecht entfernt.